# Monos con navaja
Monos con navaja es una película chilena del año 2000. Basada en la obra teatral de Rodrigo Achondo, dirigida por Stanley Gonczanski, protagonizada por Edinson Díaz, Fernando Gallardo y Carolina Fadic, entre otros y con la música de Gustavo Cerati.

## Reparto
- Edinson Díaz como Carlitos.
- Fernando Gallardo como Alcalde.
- Carolina Fadic como Josefina.
- Berta Lasala como Marité.
- Gonzalo Muñoz-Lerner como Tico.
- Rodrigo Achondo como Cachulo.
- Loreto Inostroza como Mabel.
- Álvaro Espinoza como Ítalo.
- Daniel Alcaíno como Kulán.
- Ignacio Tobar como Marcelo (Oficial Figueroa).
- Felipe Braun como Mario.
- Ricardo Robledo
- Pablo Cifuentes como Teniente Nano Aguayo.
- Mariana Loyola como Isabella.
- Francisca Gavilán como Simone.

## Curiosidades
En el cómic chileno, Historias de Rock de Alex Rivero, una de las bandas se llama "Los Monos con Navaja".